# Cosmin Pascari
Cosmin Pascari (n. 12 mai 1998, Gura Humorului, România) este un canotor român. El este campion european, medaliat cu argint olimpic și argint la Campionatele Mondiale de Canotaj.
El a câștigat aurul la evenimentul de patru vâsle la Campionatele Europene de Canotaj din 2018 și argintul la Campionatele Mondiale de Canotaj din 2019. În 2021, a câștigat medalia de argint la Campionatele Europene de Canotaj și la Jocurile Olimpice de vară de la Tokyo.